# Mali Popović
Mali Popović (cyr. Мали Поповић) – wieś w Serbii, w okręgu pomorawskim, w mieście Jagodina. W 2011 roku liczyła 377 mieszkańców.